# 赫伯特·瓦格纳
赫伯特·瓦格纳（德語：Herbert Wagner，1935年4月6日—），德国理论物理学家，主要研究领域为统计力学。他是慕尼黑大学的荣誉退休教授 。